# Новиков, Николай Фёдорович
Никола́й Фёдорович Но́виков  (22 мая 1922 — 1 ноября 2013) — советский живописец, народный художник России.

## Биография
Родился 22 мая 1922 года в деревне Острицы Можайского уезда Московской губернии в крестьянской семье.
В 1949 г. окончил МГХИ им. В. И. Сурикова, куда был принят в 1942 году сразу на второй курс (педагоги Игорь Эммануилович Грабарь, Сергей Васильевич Герасимов, Н. Х. Максимов, Пётр Петрович Кончаловский).
С 1949 г. член Московского Союза художников.
С 1950 г. постоянный участник московских, российских, всесоюзных выставок («Всесоюзная художественная выставка» ГТГ 1950 г., выставка «Советская Россия» 1960 г. и др.). Персональные выставки проходили в 1977 году в Москве, Ленинграде, Пскове, Брянске, в 1978 в Горьком и Владимире.
В разные годы вел общественную работу: секретарь Правления Союза художников России, член живописной комиссии Союза художников России, член Правления ТЖ Московского Союза художников.
Еще в советское время широкую известность имя Николая Фёдоровича Новикова получило благодаря таким тематическим картинам, как «В новом доме», «Дети войны», «Пусть войдут», «Брест живёт», «Журавли» повествующих о трудностях войны, быте русской деревни, жизни крестьян, но художник также много работал в жанре портрета, натюрморта и пейзажа.
Картины художника находятся в Государственной Третьяковской Галерее, Саратовском государственном художественном музее имени А. Н. Радищева, Псковском государственном объединённом историко-архитектурном и художественном музее-заповеднике, Смоленском государственном музее-заповеднике, Институте русского реалистического искусства (ИРРИ), Музее Есенина, Государственном музее изобразительных искусств Республики Татарстан, Самарском художественном музее, Алма-Атинской картинной галерее, Художественном музее Спрингвилла, Lazare Gallery, Chasen Galleries и др., а также в частных коллекциях в России и за рубежом: США, Великобритании, Италии, Франции, Германии, Японии и др.
Умер 1 ноября 2013 года на 91-м году жизни. Похоронен на кладбище «Белоруссия» в селе Поречье Можайского района Московской области России.

## Отзывы
Сергей и Алексей Ткачёвы: «Всегда при встрече с Николаем Фёдоровичем Новиковым охватывает чувство доброе, хорошее. Открытое русское лицо простого смоленского парня, в котором чувствуются и удаль, и простота, и сердечность. И это все живёт в нём крепко. Он как-то сразу располагает к себе людей. Так было и с нами, когда мы с ним подружились в 1957 году в Доме творчества „Академическая дача“ имени И. Е. Репина. Это талантливая русская натура — прекрасный гитарист и рассказчик, неповторимый исполнитель русских народных песен. Но главная его страсть, которой он предан беспредельно, — живопись. Николай Федорович учился в Институте имени В. И. Сурикова (1942—1949) у С. В. Герасимова и других известных мастеров. Его талант и вкус формировались в кругу таких выдающихся художников и ближайших друзей, как, например, В. Н. Гаврилов. Имя Николая Федоровича Новикова стало известно советскому зрителю после появления его первых картин „В разведке“ (1957) и „В людях“ (1960), показанных на Всесоюзной художественной выставке, посвященной 40-летию Советской власти, и первой выставке „Советская Россия“. С этих пор он неизменный участник многих крупнейших художественных выставок, организуемых в Москве. От выставки к выставке его талант мужает и крепнет. Последующими картинами, такими, как „В новом доме“, „Весенние заботы“, „Брест живёт“, „Матери“ и другими, Николай Федорович сделал значительный шаг вперед в своем творчестве и прочно закрепился в российском искусстве как один из ведущих мастеров. Тема нашей современной жизни, тема героического прошлого народа раскрывается автором просто и сердечно, без надуманного пафоса. Скромный и стеснительный в жизни, Николай Федорович Новиков не любит всяческой трескотни и проявления фальши в искусстве. Его честной порядочной натуре все это чуждо. Выставка, которая экспонируется в зале Союза художников РСФСР, первая персональная выставка художника. На ней не показаны картины, принесшие Николаю Федоровичу известность, не представлены и его рисунки, острые, живые, говорящие о блестящем мастерстве рисовальщика. Но эта выставка раскрывает другую грань художника, не менее важную: он представлен на ней как незаурядный портретист. Широкий зритель в этом качестве видит его впервые. Портреты матери, отца, женщин и детей говорят о том, что автор — чуткий художник, для которого главное, как можно глубже раскрыть характер человека, его душевное состояние. Цветовая гамма здесь сдержанная и строгая, лепка формы крепкая. Как пейзажист Н. Ф. Новиков участвовал на многих выставках отдельными работами, но собранные Вместе они производят целостное впечатление. Большинство пейзажей показывается впервые. И здесь видны яркое лицо художника, его горячая привязанность, его любовь к природе средней русской полосы. То это стадо на весеннем лугу, где только-только пробивается травка, — настоящая песня о родном крае. Или же ночной пейзаж с мерцающими на небе звездочками, навевающими грусть осеннюю. Зима с морозцем и инеем, летний вечер с последними лучами уходящего солнца… В пейзажах художника есть чисто новиковская музыкальность, своя особая тональность. Н. Ф. Новиков, как человек интересный и своеобразный, вдумчивый и внимательный к людям, обладает хорошими качествами педагога. На протяжении многих лет он был художественным руководителем в Доме творчества „Академическая дача“. Художники Российской Федерации добрым словом вспоминают советы честного и принципиального человека, которые во многом помогли им в творчестве. В силу своей природной деликатности и скромности Николай Федорович не выпячивается вперед, наоборот, старается быть в тени, менее замеченным, поэтому его не очень волнуют почести и звания, которые он давно уже заслужил. Николай Федорович — художник в полном смысле этого слова и, пожалуй, это самое почетное звание. Он идет своей верной дорогой художника-реалиста, для которого главным источником вдохновения является русская природа, жизнь простых людей с их радостями и горестями, успехами и неудачами. Словом, его волнует все то, что называется жизнью.»

## Награды
- Заслуженный художник РСФСР (1980)
- Народный художник Российской Федерации (1 декабря 1994) — за большие заслуги в области изобразительного искусства

## Работы находятся в собраниях
- Государственная Третьяковская Галерея, Москва
- Саратовский государственный художественный музей имени А. Н. Радищева, Саратов
- Псковский государственный объединённый историко-архитектурный и художественный музей-заповедник, Псков
- Смоленский государственный музей-заповедник, Смоленск
- Государственный музей изобразительных искусств Республики Татарстан, Казань
- Самарский областной художественный музей, Самара
- Институт русского реалистического искусства (ИРРИ), Москва
- Музей Есенина, Москва
- Государственный музей искусств Казахстана имени А. Кастеева, Казахстан
- Художественный музей Спрингвилла, США
- Chasen Galleries, США
- Lazare Gallery (Moscow School of Russian Realism), Соединённые Штаты Америки
- в частных коллекциях в России и за рубежом: США, Великобритании, Италии, Франции, Германии, Японии и др.